# Brachypelma klaasi
Brachypelma klaasi är en spindelart som först beskrevs av Schmidt och Krause 1994.  Brachypelma klaasi ingår i släktet Brachypelma och familjen fågelspindlar. Inga underarter finns listade.